# Маркус Вернер
Маркус Вернер (на немски: Markus Werner) е швейцарски белетрист, автор на романи.

## Биография
Маркус Вернер е роден в Ешликон, кантон Тургау. През 1948 г. семейството му се премества в Таинген, кантон Шафхаузен. Там Вернер учи в гимназия и през 1965 г. полага матура. После следва германистика, философия и психология в Цюрихския университет и през 1974 г. завършва с дисертация върху Макс Фриш, който оказва голямо влияние върху творчеството му.
От 1975 до 1985 г. Вернер е главен учител, а от 1985 до 1990 г. – преподавател в кантоналното училище в Шафхаузен. След 1990 г. е писател на свободна практика.
Маркус Вернер живее в Шафхаузен, където умира през 2016 г. на 71 години.

## Награди и отличия
- 1984: „Литературна награда на Фондация „Юрген Понто““
- 1984: „Награда на Швейцарска Фондация „Шилер““ за отделна творба
- 1986: Georg-Fischer-Preis der Stadt Schaffhausen
- 1990: „Алеманска литературна награда“[2]
- 1993: „Награда Томас Валентин“ на град Липщат
- 1993: „Награда на Швейцарска Фондация „Шилер““ за отделна творба
- 1995: Prix littéraire Lipp (Genf)
- 1997: „Награда на Югозападното радио“
- 1999: „Награда Херман Хесе“
- 2000: „Награда Йозеф Брайтбах“
- 2002: „Награда Йохан Петер Хебел“
- 2005: „Награда на Швейцарска Фондация „Шилер““ за цялостно творчество
- 2006: „Награда Бодензе“
- 2008: Ehrenpreis von Stadt und Kanton Schaffhausen
- 2010: Zonser Hörspielpreis
- 2016: ProLitteris-Preis